# Crnogorac (list)
Crnogorac, tjednik,  prve političke novine u Kneževini Crnoj Gori. 
Prvi je broj izašao 23. siječnja 1871. na Cetinju, tiskan u  Knjaževskoj Crnogorskoj Državnoj Štampariji. 
Financiran je novcima crnogorske države a kao službeni je vlasnik naveden Jovan Sundečić, sekretar (tajnik) Crnogorskog Dvora i pisac teksta za himnu Ubavoj nam Crnoj Gori.
Tijekom 1871. je tiskano 48 brojeva, 1872. je izašlo 52 a 1873. svega 6 brojeva "Crnogorca". List je imao promidžbenu funkciju i podbunjivanja Srba u Istočnoj Hercegovini protivu osmanske vlasti. 
Distribuiran je poglavito u Austro-Ugarskoj i Srbiji. Imao je ukupno 700 pretplatnika.
Austro-ugarske su vlasti zabranile prodaju "Crnogorca"  na svom teritoriju, pa je list 1873. prestao izlaziti.